# ABA Liga 2015-16
La ABA Liga 2016-17 fue la decimoquinta edición de la ABA Liga, competición que reunió a 14 equipos de Serbia, Croacia, Eslovenia, Montenegro, Bosnia Herzegovina y la República de Macedonia. El campeón fue por segunda vez consecutiva el KK Crvena zvezda, tras derrotar por 3-0 al KK Mega Leks serbio. 

## Equipos participantes
| País                 | Equipos | Clasificación                   | Equipo         | Ciudad            | Pabellón (Capacidad)                    |
| -------------------- | ------- | ------------------------------- | -------------- | ----------------- | --------------------------------------- |
| Serbia               | 4       |                                 |                |                   |                                         |
| Serbia               | 4       | 1º en la KLS                    | Crvena Zvezda  | Belgrade          | Hall Aleksandar Nikolić (8,150)         |
| Serbia               | 4       | 2º en la KLS                    | Partizan       | Belgrade          | Hall Aleksandar Nikolić (8,150)         |
| Serbia               | 4       | 3º en la KLS                    | Metalac        | Valjevo           | Valjevo Sports Hall (2,500)             |
| Serbia               | 4       | 4º en la KLS                    | Mega Leks      | Sremska Mitrovica | Sports Hall Pinki (3,000)               |
| Croacia              | 3       |                                 |                |                   |                                         |
| Croacia              | 3       | 1º en la A-1 Liga               | Cedevita       | Zagreb            | Dom Sportova (3,500)                    |
| Croacia              | 3       | 2º en la A-1 Liga               | Cibona         | Zagreb            | Dražen Petrović Basketball Hall (5,400) |
| Croacia              | 3       | 3º en la A-1 Liga               | Zadar          | Zadar             | Krešimir Ćosić Hall (10,000)            |
| Slovenia             | 3       |                                 |                |                   |                                         |
| Slovenia             | 3       | Campeón de la 1.A SKL           | Tajfun         | Šentjur           | Golovec Hall (?)                        |
| Slovenia             | 3       | 1º en la 1.A SKL                | Krka           | Novo mesto        | Leon Štukelj Hall (3,000)               |
| Slovenia             | 3       | Tarjeta de invitación           | Union Olimpija | Ljubljana         | Arena Stožice (12,480)                  |
| Montenegro           | 2       |                                 |                |                   |                                         |
| Montenegro           | 2       | Campeón de la KSCG              | Budućnost      | Podgorica         | Morača Sports Center (5,000)            |
| Montenegro           | 2       | 2º en la KSCG                   | Sutjeska       | Nikšić            | Nikšić Sports Center (3,000)            |
| Bosnia y Herzegovina | 1       | Campeón de la Premijer liga BiH | Igokea         | Aleksandrovac     | Laktaši Sports Hall (3,050)             |
| Macedonia            | 1       | Campeón de la MPL               | MZT            | Skopje            | Jane Sandanski Arena (6,000)            |

## Temporada regular

### Clasificación
| Pos. | Equipo         | PJ | G  | P  | GF   | GC   | DG   | Pts | Clasificación      |
| ---- | -------------- | -- | -- | -- | ---- | ---- | ---- | --- | ------------------ |
| 1    | Budućnost      | 26 | 23 | 3  | 2032 | 1774 | +258 | 49  | Acceden a playoffs |
| 2    | Crvena Zvezda  | 26 | 20 | 6  | 2046 | 1800 | +246 | 46  | Acceden a playoffs |
| 3    | Cedevita       | 26 | 19 | 7  | 2024 | 1879 | +145 | 45  | Acceden a playoffs |
| 4    | Mega Leks      | 26 | 17 | 9  | 2051 | 1940 | +111 | 43  | Acceden a playoffs |
| 5    | Partizan       | 26 | 12 | 14 | 1973 | 1974 | −1   | 38  |                    |
| 6    | Zadar          | 26 | 12 | 14 | 1808 | 1868 | −60  | 38  |                    |
| 7    | Union Olimpija | 26 | 11 | 15 | 1921 | 1955 | −34  | 37  |                    |
| 8    | Cibona         | 26 | 11 | 15 | 1887 | 1936 | −49  | 37  |                    |
| 9    | Igokea         | 26 | 11 | 15 | 1839 | 1899 | −60  | 37  |                    |
| 10   | MZT Skopje     | 26 | 10 | 16 | 1869 | 1908 | −39  | 36  |                    |
| 11   | Metalac        | 26 | 10 | 16 | 1837 | 1941 | −104 | 36  |                    |
| 12   | Krka           | 26 | 10 | 16 | 1853 | 1924 | −71  | 36  |                    |
| 13   | Sutjeska       | 26 | 9  | 17 | 1867 | 2011 | −144 | 35  | Descendidos        |
| 14   | Tajfun         | 26 | 7  | 19 | 1790 | 1988 | −198 | 33  | Descendidos        |

 Fuente: ABA Standings

### Resultados
La temporada regular comenzó el 1 de octubre de 2015 y terminó el 7 de marzo de 2016.
|                | BUD   | CDV    | CIB   | CZV   | IGK   | KRK   | MEG   | MET   | MZT   | PAR     | SUT    | TAJ    | UOL   | ZDR   |
| Budućnost      |       | 76–66  | 78–68 | 68–54 | 89–74 | 81–65 | 71–56 | 83–72 | 65–55 | 78–65   | 89–87  | 81–61  | 89–77 | 78–47 |
| Cedevita       | 57–81 |        | 83–65 | 74–72 | 67–56 | 70–60 | 78–68 | 77–63 | 89–64 | 75–72   | 73–50  | 94–61  | 82–58 | 81–88 |
| Cibona         | 69–91 | 69–81  |       | 83–94 | 86–72 | 85–78 | 82–89 | 77–73 | 68–62 | 63–57   | 93–76  | 71–69  | 75–79 | 74–65 |
| Crvena Zvezda  | 83–62 | 79–80  | 75–58 |       | 81–87 | 77–67 | 76–70 | 86–74 | 92–79 | 92–77   | 96–67  | 113–66 | 73–77 | 83–57 |
| Igokea         | 76–86 | 86–91  | 68–57 | 54–74 |       | 54–65 | 80–75 | 60–66 | 70–86 | 71–64   | 75–58  | 71–82  | 72–63 | 77–73 |
| Krka           | 78–84 | 85–77  | 90–86 | 65–71 | 74–64 |       | 74–57 | 70–75 | 72–68 | 70–75   | 58–66  | 103–96 | 55–59 | 77–66 |
| Mega Leks      | 81–83 | 100–93 | 76–72 | 78–79 | 69–68 | 84–77 |       | 77–64 | 82–70 | 76–59   | 101–72 | 92–70  | 78–81 | 87–61 |
| Metalac        | 61–67 | 79–81  | 77–61 | 62–68 | 56–74 | 83–77 | 83–76 |       | 68–77 | 67–64   | 84–78  | 78–62  | 74–61 | 71–67 |
| MZT            | 68–72 | 65–70  | 69–68 | 66–71 | 75–70 | 69–67 | 76–77 | 93–67 |       | 82–78   | 71–75  | 77–70  | 81–62 | 60–72 |
| Partizan       | 86–77 | 82–61  | 85–82 | 86–81 | 66–73 | 69–70 | 78–85 | 81–70 | 72–69 |         | 75–67  | 89–85  | 76–74 | 87–76 |
| Sutjeska       | 92–91 | 68–83  | 68–80 | 62–70 | 72–83 | 87–81 | 68–73 | 84–73 | 68–77 | 82–71   |        | 51–60  | 86–78 | 71–60 |
| Tajfun         | 61–80 | 67–78  | 52–74 | 63–73 | 76–81 | 74–51 | 60–64 | 76–63 | 68–62 | 65–83   | 71–68  |        | 73–59 | 66–82 |
| Union Olimpija | 63–67 | 84–91  | 67–68 | 69–77 | 79–63 | 80–50 | 89–99 | 76–62 | 91–76 | 118–115 | 60–61  | 77–69  |       | 84–76 |
| Zadar          | 52–65 | 81–72  | 62–53 | 49–56 | 69–60 | 67–74 | 76–81 | 88–72 | 84–72 | 65–61   | 85–83  | 73–67  | 67–56 |       |

Fuente: ABA League Calendar

## Playoffs
|  | Semifinales | Semifinales   | Semifinales   | Semifinales   | Semifinales |           |           | Final | Final | Final | Final | Final | Final | Final |  |
|  |             |               |               |               |             |           |           |       |       |       |       |       |       |       |  |
|  |             |               |               |               |             |           |           |       |       |       |       |       |       |       |  |
|  | 1           | Budućnost     | 81            | 75            |             |           |           |       |       |       |       |       |       |       |  |
|  | 1           | Budućnost     | 81            | 75            |             |           |           |       |       |       |       |       |       |       |  |
|  | 4           | Mega Leks     | 85            | 76            |             |           |           |       |       |       |       |       |       |       |  |
|  | 4           | Mega Leks     | 85            | 76            |             | Mega Leks | Mega Leks | 88    | 74    | 49    |       |       |       |       |  |
|  |             |               |               |               |             | Mega Leks | Mega Leks | 88    | 74    | 49    |       |       |       |       |  |
|  |             |               | Crvena Zvezda | Crvena Zvezda | 95          | 93        | 61        |       |       |       |       |       |       |       |  |
|  | 2           | Crvena Zvezda | Crvena Zvezda | Crvena Zvezda | 95          | 93        | 61        | 97    | 73    |       |       |       |       |       |  |
|  | 2           | Crvena Zvezda |               |               |             |           |           | 97    | 73    |       |       |       |       |       |  |
|  | 3           | Cedevita      | 88            | 65            |             |           |           |       |       |       |       |       |       |       |  |
|  | 3           | Cedevita      | 88            | 65            |             |           |           |       |       |       |       |       |       |       |  |
|  |             |               |               |               |             |           |           |       |       |       |       |       |       |       |  |

### Semifinales

#### Partido 1
| 14 de marzo de 2016 | Budućnost                              | 81–85                                 | Mega Leks                                             | |  |
| 20:00 (CET)         | Parciales: 15–24, 28–18, 19–18, 19–25  | Parciales: 15–24, 28–18, 19–18, 19–25 | Parciales: 15–24, 28–18, 19–18, 19–25                 | |  |
|                     | Estadísticas Jenkins 26 Marić 9 Cook 5 | Boxscore Pts Reb Asts                 | Estadísticas Zagorac 27 Luwawu, Zagorac 7 Ivanović 12 | Pabellón: Podgorica Asistencia: 4,560 espectadores Árbitros: Srđan Dožai Matej Boltauzer Siniša Herceg |  |

| 15 de marzo de 2016 | Crvena Zvezda                                      | 97–88                                              | Cedevita                                           |                                                                                                   |  |
| 18:45 (CET)         | Parciales: 22–14, 15–29, 19–13, 26–26 (T.E.: 15–6) | Parciales: 22–14, 15–29, 19–13, 26–26 (T.E.: 15–6) | Parciales: 22–14, 15–29, 19–13, 26–26 (T.E.: 15–6) |                                                                                                   |  |
|                     | Estadísticas Miller 24 Zirbes 11 Jović 8           | Boxscore Pts Reb Asts                              | Estadísticas Pullen 24 White 12 Pullen 5           | Pabellón: Belgrade Asistencia: 6,286 espectadores Árbitros: Saša Pukl Damir Javor Miloš Koljenšić |  |

#### Partido 2
| 19 de marzo de 2016 | Mega Leks                                                | 76–75                                 | Budućnost                                         | |  |
| 21:00 (CET)         | Parciales: 22–24, 22–16, 18–15, 14–20                    | Parciales: 22–24, 22–16, 18–15, 14–20 | Parciales: 22–24, 22–16, 18–15, 14–20             | |  |
|                     | Estadísticas Luwawu 17 Ivanović, Simeunović 8 Ivanović 8 | Boxscore Pts Reb Asts                 | Estadísticas Dragićević 20 Marić 13 Se. Šehović 5 | Pabellón: Sremska Mitrovica Asistencia: 2,500 espectadores Árbitros: Sreten Radović Petar Obradović Tomislav Hordov |  |

| 22 de marzo de 2016 | Cedevita                                          | 65–73                                 | Crvena Zvezda                           |                                                                                            |  |
| 20:00 (CET)         | Parciales: 19–16, 20–18, 10–21, 16–18             | Parciales: 19–16, 20–18, 10–21, 16–18 | Parciales: 19–16, 20–18, 10–21, 16–18   |                                                                                            |  |
|                     | Estadísticas Pullen 17 Bilan 7 cuatro jugadores 2 | Boxscore Pts Reb Asts                 | Estadísticas Štimac 17 Zirbes 9 Jović 6 | Pabellón: Zagreb Asistencia: 3,300 espectadores Árbitros: Saša Pukl Damir Javor Sašo Petek |  |

### Final

#### Partido 1
| 28 de abril de 2016 | Crvena Zvezda                                    | 95–88                                 | Mega Leks                                     | |  |
| 19:00 (CEST)        | Parciales: 27–25, 21–20, 20–25, 27–18            | Parciales: 27–25, 21–20, 20–25, 27–18 | Parciales: 27–25, 21–20, 20–25, 27–18         | |  |
|                     | Estadísticas Miller, Zirbes 17 Zirbes 12 Jović 9 | Boxscore Pts Reb Asts                 | Estadísticas Ivanović 25 Nikolić 6 Ivanović 6 | Pabellón: Belgrade Asistencia: 2,586 espectadores Árbitros: Sreten Radović Milivoje Jovčić Siniša Herceg |  |

#### Partido 2
| 30 de abril de 2016 | Crvena Zvezda                                      | 93–74                                 | Mega Leks                                     | |  |
| 20:00 (CEST)        | Parciales: 26–21, 26–18, 20–21, 21–14              | Parciales: 26–21, 26–18, 20–21, 21–14 | Parciales: 26–21, 26–18, 20–21, 21–14         | |  |
|                     | Estadísticas Simonović 16 tres jugadores 5 Jović 9 | Boxscore Pts Reb Asts                 | Estadísticas Ivanović 22 Nikolić 7 Ivanović 5 | Pabellón: Belgrade Asistencia: 3,000 espectadores Árbitros: Ilija Belošević Petar Obradović Saša Maričić |  |

#### Partido 3
| 2 de mayo de 2016 | Mega Leks                                     | 49–61                              | Crvena Zvezda                           | |  |
| 20:30 (CEST)      | Parciales: 16–24, 18–13, 6–9, 9–15            | Parciales: 16–24, 18–13, 6–9, 9–15 | Parciales: 16–24, 18–13, 6–9, 9–15      | |  |
|                   | Estadísticas Zagorac 21 Janković 8 Ivanović 6 | Boxscore Pts Reb Asts              | Estadísticas Miller 18 Miller 8 Jović 6 | Pabellón: Sremska Mitrovica Asistencia: 2,500 espectadores Árbitros: Saša Pukl Srđan Dožai Marko Juras |  |

| Campeón de la ABA Liga 2015–16 |
| ------------------------------ |
| Crvena zvezda mts 2º título    |

## Líderes estadísticos
Al término de la temporada regular.

### Valoración
| Pos | Nombre          | Equipo   | Partidos | Valoración | PIR   |
| --- | --------------- | -------- | -------- | ---------- | ----- |
| 1.  | Miro Bilan      | Cedevita | 28       | 575        | 20.54 |
| 2.  | Sava Lešić      | Olimpija | 26       | 448        | 18.88 |
| 3.  | Ante Žižić      | Cibona   | 21       | 379        | 18.05 |
| 4.  | Kevin Jones     | Partizan | 19       | 332        | 17.47 |
| 5.  | Nemanja Vranješ | Sutjeska | 23       | 396        | 17.22 |

### Puntos
| Pos | Nombre            | Equipo     | Games | Puntos | PPP   |
| --- | ----------------- | ---------- | ----- | ------ | ----- |
| 1.  | Tadija Dragićević | Budućnost  | 26    | 424    | 16.31 |
| 2.  | Kevin Jones       | Partizan   | 19    | 310    | 16.32 |
| 3.  | Sava Lešić        | Olimpija   | 26    | 395    | 15.19 |
| 4.  | Đorđe Drenovac    | MZT Skopje | 26    | 388    | 14.92 |
| 5.  | Nemanja Vranješ   | Sutjeska   | 23    | 337    | 14.65 |

### Rebotes
| Pos | Nombre      | Equipo    | Partidos | Rebotes | RPP  |
| --- | ----------- | --------- | -------- | ------- | ---- |
| 1.  | Ante Žižić  | Cibona    | 21       | 168     | 8.00 |
| 2.  | Kevin Jones | Partizan  | 19       | 149     | 7.84 |
| 3.  | Miro Bilan  | Cedevita  | 28       | 217     | 7.75 |
| 4.  | Sava Lešić  | Olimpija  | 26       | 200     | 7.69 |
| 5.  | Aleks Marić | Budućnost | 26       | 184     | 7.08 |

### Asistencias
| Pos | Nombre          | Equipo        | Partidos | Asistencias | APP  |
| --- | --------------- | ------------- | -------- | ----------- | ---- |
| 1.  | Omar Cook       | Budućnost     | 28       | 181         | 6.46 |
| 2.  | Stefan Jović    | Crvena Zvezda | 27       | 145         | 5.37 |
| 3.  | Nikola Ivanović | Mega Leks     | 26       | 134         | 5.15 |
| 4.  | Marko Ljubičić  | MZT Skopje    | 25       | 103         | 4.12 |
| 5.  | Vuk Radivojević | Igokea        | 25       | 91          | 3.64 |

Source: ABA League Individual Statistics 

## Galardones

### MVP
| Pos. | Jugador    | Equipo   | Ref.  |
| ---- | ---------- | -------- | ----- |
| AP   | Miro Bilan | Dedevita | [ 3 ] |

### MVP de las Finales
| Pos. | Jugador      | Equipo            | Ref. |
| ---- | ------------ | ----------------- | ---- |
| B    | Stefan Jović | Crvena zvezda mts |      |

### Top Prospect
| Pos. | Jugador    | Equipo | Ref.  |
| ---- | ---------- | ------ | ----- |
| P    | Ante Žižić | Cibona | [ 4 ] |

### Quinteto ideal
| Pos. | Jugador           | Equipo        |
| ---- | ----------------- | ------------- |
| B    | Jacob Pullen      | Cedevita      |
| E    | Timothe Luwawu    | Mega Leks     |
| A    | Tadija Dragićević | Budućnost     |
| AP   | Miro Bilan        | Cedevita      |
| P    | Maik Zirbes       | Crvena zvezda |